# Nicholas Woodeson
Nicholas Woodeson est un acteur anglais, né le 30 novembre 1949.

## Filmographie

### Cinéma
- 1980 : La Porte du paradis (Heaven's Gate) : Petit homme
- 1990 : La Maison Russie : Niki Landau
- 1993 : L'Affaire Pélican : Stump
- 1997 : The Lodge : Dad
- 1997 : Shooting Fish : Mr. Collyns
- 1997 : L'Homme qui en savait trop... peu : Sergei
- 1998 : Chapeau melon et bottes de cuir : Dr Darling
- 1999 : Topsy-Turvy : Mr. Seymour, Production Manager
- 1999 : Dreaming of Joseph Lees : Mr. Dian
- 1999 : Mad Cows : Detective Slynne
- 2000 : One of the Hollywood Ten : Bill
- 2006 : Amazing Grace : Harrison
- 2009 : The Red Riding Trilogy: 1980 : Michael Warren
- 2009 : La Papesse Jeanne : Arighis
- 2011 : Oh My God ! : Dr Richardson
- 2012 : John Carter : Dalton
- 2012 : Skyfall : Doctor Hall
- 2013 : Hannah Arendt : William Shawn
- 2017 : Désobéissance (Disobedience) de Sebastián Lelio : Rabbi Goldfarb
- 2019 : Le Coup du siècle (The Hustle) de Chris Addison : Albert
- 2021 : Firebird de Peeter Rebane (et) : le colonel Kuznetsov

### Télévision
- 1980 : Rumeurs de guerre (en) (téléfilm) : Cpl. Kazmarak
- 1985 : Deux flics à Miami (série télévisée), épisode Made for Each Other : Artie Cross
- 1990 : Max et Hélène (téléfilm) : Martin Greenbaum
- 1991 : For the Greater Good (TV) : Michael Parke-Walsh MP
- 1993 : The Poetry Hall of Fame (téléfilm) : John Keats
- 1995 : The Last Englishman (téléfilm) : Air Commodore Boyle
- 1997 : La Femme en blanc (The Woman in White) (téléfilm) : Asylum Proprietor
- 1998 : Inspecteur Barnaby (série télévisée), épisode  Death of a Hollow Man : Avery Phillips
- 1999 : Les Grandes Espérances (téléfilm) : Wemmick
- 2001 : Conspiration (téléfilm) : SS Lt.Gen. Otto Hofmann
- 2005-2007 : Rome (série télévisée) : Posca
- 2008 : Poppy Shakespeare (téléfilm) : Professeur
- 2008 : Filth: The Mary Whitehouse Story (téléfilm) : Harman Grisewood
- 2010 : Borgen, une femme au pouvoir (série télévisée), épisode Visite d'État : Alexander Grozin
- 2013 : Hercule Poirot (série télévisée), épisode Dead Man's Folly : sergent Hoskins
- 2015 : Le Procès Eichmann : Yaakov Jonilowicz
- 2017 : Taboo (série télévisée) : Robert Thoyt
- 2017 : Will : Henslowe